# St Oswald’s Chambers

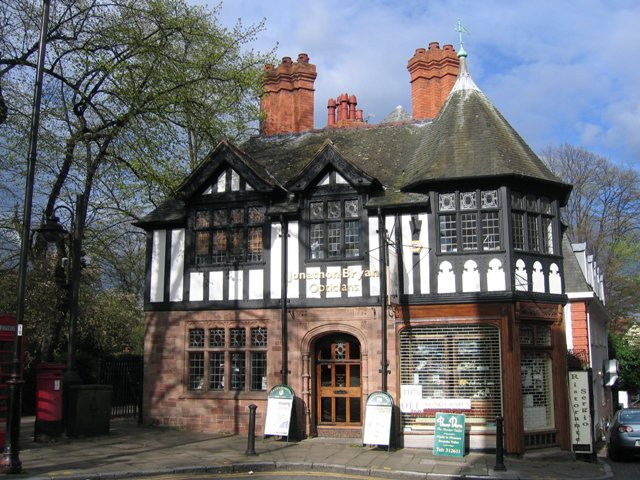
St Oswald’s Chambers

St Oswald’s Chambers ist ein Geschäftshaus in 20–22 St Werburgh Street in Chester, Cheshire in England. Es ist ein Listed Building im Grade II.

## Geschichte
Das Gebäude wurde 1898 errichtet. Es wurde von dem ortsansässigen Architekten John Douglas entworfen. Mitte der 1890er Jahre wurde die St Werburgh Street verbreitet und Douglas plante Hausgruppe, die aus Läden und einer Bank bestanden, auf der östlichen Seite der Straße. Diese trugen die Hausnummern 2–18 und wurden zwischen 1895 und 1897 erbaut. Die Verbreiterung der Straße hatte den Blick auf die Chester Cathedral von der Eastgate Street freigemacht, aber hinter den Häusern mit den Nummern 2–18 war der Blick von Gebäuden behindert, die zum Geschäftsbetrieb des Samenhändlers und Gärtners Dicksons gehörten. Douglas kaufte das Grundstück nördlich der von ihm erbauten Hausgruppe und entwarf St Oswald’s Chambers so, dass das Haus in einer Linie mit der Hausgruppe stand und gestaltete es in einem ähnlichen Stil, um den Blick auf die Kathedrale zu erweitern.

## Architektur
St Oswald’s Chambers besteht aus zwei Stockwerken und einem rückwärtigen Flügelbau. Das obere Stockwerk ist vollständig als Fachwerkkonstruktion ausgeführt, der größte Teil des Erdgeschosses besteht aus rotem Sandstein – im Flügelbau wurde jedoch rote Backsteine aus Ruabon verwendet. Das Dach ist mit grünem Schiefer aus Westmorland gedeckt. Die Vorderfront des Gebäudes liegt zur St Werburgh Street und schaut nach Westen. Eine verkantete Ecke leitet in die Südseite über, die sich in einer Seitenstraße befindet. Im Zentrum der Vorderfront befindet sich ein Torbogen, wo das Jahr der Erbauung in den Zwickel des Bogens eingraviert ist. Darüber befindet sich eine Sandsteinplatte mit dem Namen des Gebäudes. Links von der Tür ist ein Fenster mit Mittelpfosten und Oberlichtern, auf der rechten Seite findet sich ein großes Schaufenster. In der abgeschrägten Ecke des Hauses sitzt eine Tür, die in den Laden führt. Das Obergeschoss hat zwei Flügelfenster links des Torbogens und direkt darüber – das linke davon hat vier Felder, das recht hat drei. Darüber befinden sich zwei Dachgauben mit Giebeln ohne Fenster, die einen reichlich mit Schnitzereien versehenen Ortgang haben. An der abgeschrägten Ecke, über dem Laden, befindet sich ein aus insgesamt neun Fensterflügeln bestehendes Fensterensemble, jeweils drei davon sind auf die jeweilige Straße gerichtet bzw. befinden sich direkt über der schrägen Ecke. Darüber sitzt eine kurze achteckige Turmspitze, die von einer Kreuzblume mit Wetterfahne abgeschlossen wird. An der Südseite gibt es ein zweiflügliges Fenster im Erdgeschoss – im Obergeschoss sind hier drei Flügel vorhanden. Auf der Nordseite besteht die Fensteranordnung aus einem dreiflügligen und drei vierflügligen Fenstern in jedem Stockwerk. Der rückwärtige Seitenflügel hat in jedem Stockwerk zwei Flügelfenster. Drei Backsteinschornsteine erheben sich vom Dach.

## Belege
1. 1 2  St Oswalds Chambers. Historic England, abgerufen am 7. März 2025 (englisch).
2. ↑  Edward Hubbard: The Work of John Douglas. The Victorian Society, London 1991, ISBN 0-901657-16-6, S. 192 (englisch).

Koordinaten: 53° 11′ 29″ N, 2° 53′ 24″ W